# Санов Лазар Самійлович
Лазар Самійлович Санов (Лейзер Шмульович Смульсон) (11 червня 1913, місто Київ — 18 травня 1987, місто Київ) — радянський літературознавець, критик, поет, автор численних доносів на українських письменників.

## Життєпис
Народився в родині єврейського службовця. У 1938 році закінчив філологічний факультет Київського державного університету. Член Спілки письменників СРСР з 1938 року. Навчався в аспірантурі Інституту літератури імені Тараса Шевченка Академії наук УРСР.
З липня 1941 до червня 1946 року — в Червоній армії. Учасник німецько-радянської війни. Служив письменником в редакції газети «Красный боец» 41-ї армії Калінінського фронту та кореспондентом редакції газети «Суворовский натиск» 5-ї повітряної армії 2-го Українського фронту. Також служив у політичних управліннях Південно-Західного та 2-го Українського фронтів. Член ВКП(б).
На 1947 рік — заступник редактора «Літературної газети» в Києві.
З початком сталінської антиєврейської кампанії проти т. зв. «безрідних космополітів» виключений із Спілки письменників СРСР, але в 1950-х роках поновлений в її лавах.
Автор поетичних збірок «Первая скорость» (1934), «Университет» (1936), «Пути и встречи» (1937). Був також автором соцреалістичних літературознавчих розвідок та збірок критичних статей «Шлях до народності» (1938), «Етюди про українську радянську поезію» (1940), «Сучасний герой і почуття нового» (1947), «Де шукати прекрасне?» (1962), «Безодня неба чи мілководний струмочок?» (1966), «Чим вимірюється людина» (1976), «Діалог з сучасником» (1985).

## Звання
- капітан адміністративної служби

## Нагороди
- орден Вітчизняної війни ІІ ст. (6.11.1985)
- орден Червоного Прапора (19.03.1943)
- медаль «За перемогу над Німеччиною у Великій Вітчизняній війні 1941—1945 рр.» (1945)
- медалі